# 遥观镇
遥观镇，是中华人民共和国江苏省常州市武进区下辖的一个乡镇级行政单位。

## 行政区划
遥观镇下辖以下地区：
遥观社区（含遥观村村委）、剑湖社区（含剑湖村村委）、剑苑社区、印墅社区、芳庄社区、钱家塘社区、留道社区、渔庄村、桥南村、塘桥村、洪庄村、建农村、东方村、东村、薛墅巷村、通济村、前杨村、新南村、勤新村和郑村。